# Emilio Riva Palacio Morales
Emilio Riva Palacio Morales (Jojutla, Morelos; 26 de abril de 1910 - Cuernavaca; 1985) fue un político mexicano, miembro del Partido Revolucionario Institucional. Ejercía como agrónomo, contador y economista antes de entrar a la vida política. Es recordado principalmente por su gestión como gobernador constitucional de Morelos entre 1964 y 1970. 

## Biografía
Nacido en una prominente familia política, fue hijo del general Carlos Riva Palacio, antiguo dirigente del Partido Nacional Revolucionario. Se formó como contador, agrónomo y economista. Su carrera en la administración federal incluyó cargos en la Secretaría de Trabajo y la Presidencia de la República durante el gobierno de Adolfo López Mateos.

## Gobernador de Morelos (1964–1970)
Durante su sexenio Riva Palacio impulsó políticas de desarrollo social y educativo. Fomentó el desarrollo rural y agropecuario –promoviendo huertos familiares de cítricos en la zona sur del estado–, proyectos cuyos efectos se sentían décadas después. En educación impulsó la Universidad Autónoma del Estado de Morelos (UAEM): en 1965 promulgó la Ley Orgánica que le otorgó autonomía plena y financió sus instalaciones. 
En materia de urbanismo e infraestructura se destacó por obras viales y recreativas: la construcción de la avenida Plan de Ayala (hoy arteria principal de Cuernavaca) y el Parque Estatal Urbano Barranca de Chapultepec (anteriormente “Parque Chapultepec”), de 1.3 km de extensión. Estas obras dejaron un legado visible en la ciudad. Riva Palacio también trabajó en salud y seguridad. En general, su gestión es recordada como de gran énfasis en la modernización y planificación urbana del estado, dejando en la memoria colectiva la idea de un gobierno “constructivo” y visionario.

## Obras y legado
Entre sus obras más notables destacan:
- La fundación de la Ciudad Industrial del Valle de Cuernavaca (CIVAC), clave para la industrialización del estado. Atrajo a empresas como Nissan entre otras a instalarse en CIVAC.[3][4]
- Otorgó la autonomía legal a la Universidad Autónoma del Estado de Morelos (UAEM) en 1965 y apoyó su consolidación.[5]
- Impulsó la construcción de la avenida Plan de Ayala en Cuernavaca.[6]
- Inauguró el Parque Estatal Urbano Barranca de Chapultepec.[7]
- Mandó construir el Palacio de Gobierno de Morelos, inaugurado en 1967.
- El mercado “Adolfo López Mateos”, inaugurado en mayo de 1964 en Cuernavaca, obra del arquitecto Mario Pani, es otro proyecto emblemático de aquella época.[8]
- El mercado municipal “Benito Juárez”, inaugurado el 15 de octubre de 1970 en Jojutla por el entonces presidente de la República Mexicana, Gustavo Díaz Ordaz, Emilio Riva Palacio como Gobernador de Morelos.[9]

Su legado incluye también la promoción del desarrollo agropecuario con programas de huertos familiares de limones y una visión integral de planeación urbana.

## Valoración y reconocimiento
Emilio Riva Palacio Morales es considerado uno de los gobernadores más influyentes en la historia moderna de Morelos. Su gestión ha sido descrita como un "antes y después" en el desarrollo del estado. Fue recordado por su visión, firmeza y honestidad. Varios de sus hijos también incursionaron en la vida pública, extendiendo el legado familiar.